# 卡尔马尔·若尔特
卡尔马尔·若尔特（匈牙利語：Kalmár Zsolt，匈牙利語發音：[ˈkɒlmaːr ˈʒolt]；1995年6月9日—）是一位匈牙利足球運動員。在場上的位置是中場。現效力於匈牙利足球甲级联赛球隊費夏華，他曾效力於RB萊比錫足球俱樂部。他也代表匈牙利國家足球隊參賽。